# Liste der Nummer-eins-Hits in Kolumbien
Die Liste der Nummer-eins-Hits in Kolumbien basiert auf den wöchentlichen Singlecharts des Landes, die seit 2017 von Promúsica Colombia herausgegeben werden. Die Top 20 basieren ausschließlich auf Streaming.
Die Liste ist nach Jahren aufgeteilt.